# Rezzonico (famiglia)
I Rezzonico furono una nobile famiglia di origine comasca, inclusa nel patriziato veneziano a partire dal 1687.

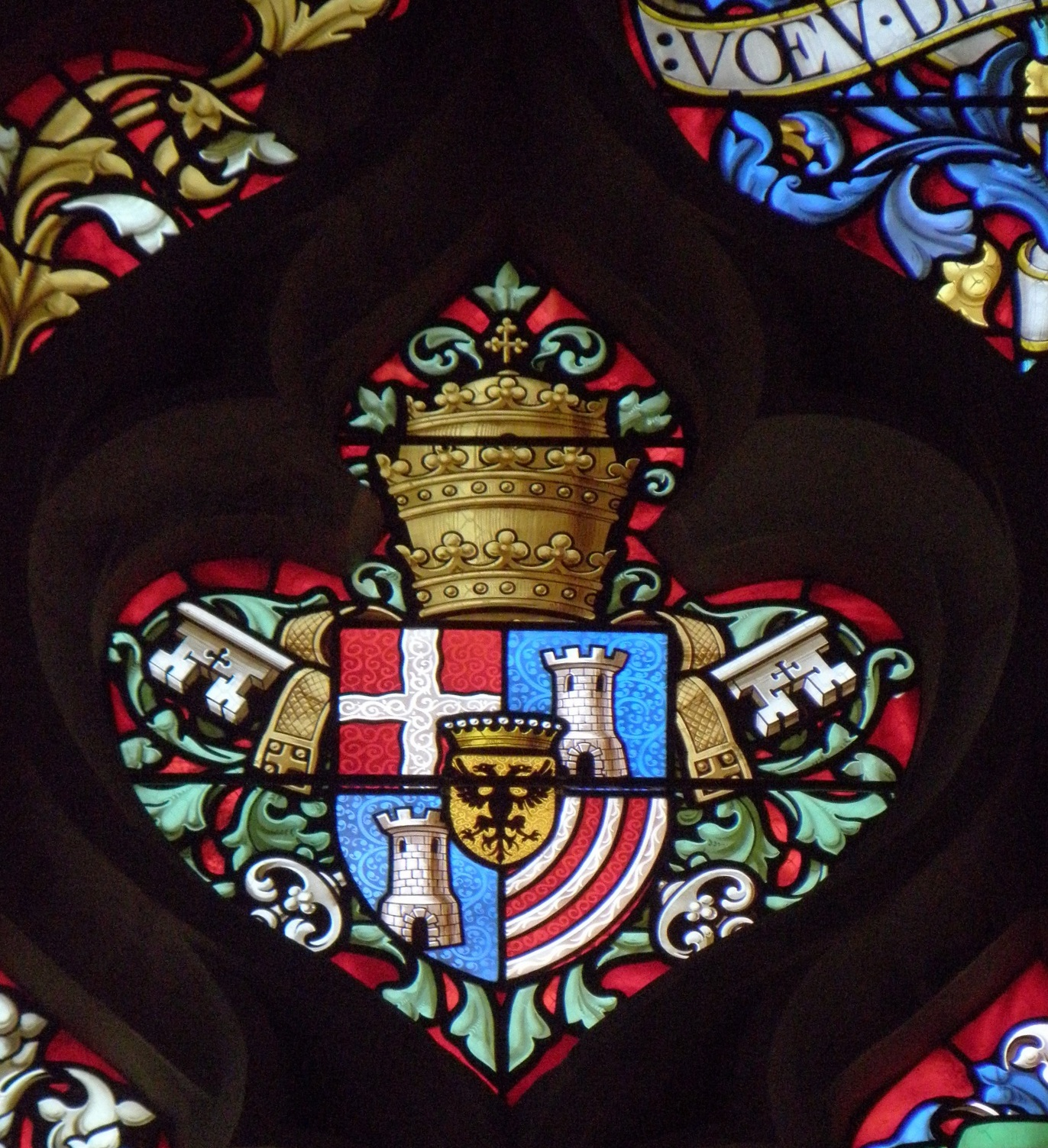
Stemma di Papa Clemente XIII presente nella vetrata della chiesa di Nostra Signora a Beaufort-en-Vallée.

## Storia
I Rezzonico presero origine da un Andrea Erecco di Guido della Torre, che si era trasferito a Rezzonico, sul lago di Como. Per questo motivo, a lungo mantennero il cognome della Torre di Rezzonico.
Un primo Rezzonico documentato a Venezia fu Aurelio (1638), mentre il fratello Carlo si trasferì a Genova. Ebbero una buona fortuna economica grazie al loro interesse nell'attività finanziaria. Nel 1665 l'imperatore Leopoldo I nominò Carlo e Aurelio baroni del Sacro Romano Impero, premiandoli per i buoni affari gestiti a suo nome.
Anche papa Innocenzo XI, nel 1683, si affiderà a due fratelli Rezzonico, Quintiliano e Giovan Battista, per consegnare al re di Polonia Giovanni Sobieski i capitali da impiegare contro i Turchi che assediavano Vienna. Un terzo fratello Rezzonico, Abbondio, viene affidato da Quintiliano alle cure di Livio Odescalchi, nipote del Papa, il quale gli consegnerà il ruolo di governatore di varie città dello Stato Pontificio.
Il 17 aprile 1687 i Rezzonico acquistarono, al prezzo di 100.000 ducati, il titolo di patrizi. Divenuti nobilomeni, cominciarono ad investire i loro immensi capitali nella Repubblica di Venezia, assumendo titoli politici e comprando un palazzo sul Canal Grande (1752), la cui costruzione era stata abbandonata dai Bon perché ormai decaduti economicamente.
Nel 1758 un altro Carlo Rezzonico diviene papa Clemente XIII, mentre il fratello Aurelio è insignito della dignità di Cavaliere di S. Marco e di Procuratore de Supra. Sarà sempre Aurelio ad investire somme significative nella sistemazione di Ca' Rezzonico: la Sala dell'Udienza, affrescata da Giandomenico Tiepolo, diventa emblema dell'ascesa del casato.
La permanenza dei Rezzonico a Venezia lasciò indubbiamente una notevole impronta sulla città ma, appena centoventitré anni dopo il loro arrivo, moriva Abbondio (1810), facendo estinguere il ramo veneto. Clemente XIII aveva, in precedenza, riunito l'intera famiglia con sé a Roma. Fu Antonio Widmann, figlio della sorella di Abbondio, Quintilia, ad ereditare il patrimonio dei Rezzonico veneziani. Coeredi della famiglia furono anche i marchesi Pindemonte e anch'essi, come i Widmann, aggiunsero al loro il cognome Rezzonico.

## Genealogia della famiglia Rezzonico
- Aurelio (?-1682), I barone del Sacro Romano Impero dal 1665
- Giovanni Battista, II barone del Sacro Romano Impero, senatore di Venezia
- Aurelio, III barone del Sacro Romano Impero, cavaliere e procuratore di San Marco
- Ludovico, IV barone del Sacro Romano Impero, cavaliere e procuratore di San Marco, Gonfaloniere del Senato e del Popolo Romano
- Abbondio (1742-1810), V barone del Sacro Romano Impero, I principe Rezzonico dal 1765, Gonfaloniere del Senato e del Popolo Romano, fratello del precedente

Estinzione della casata

## Membri illustri

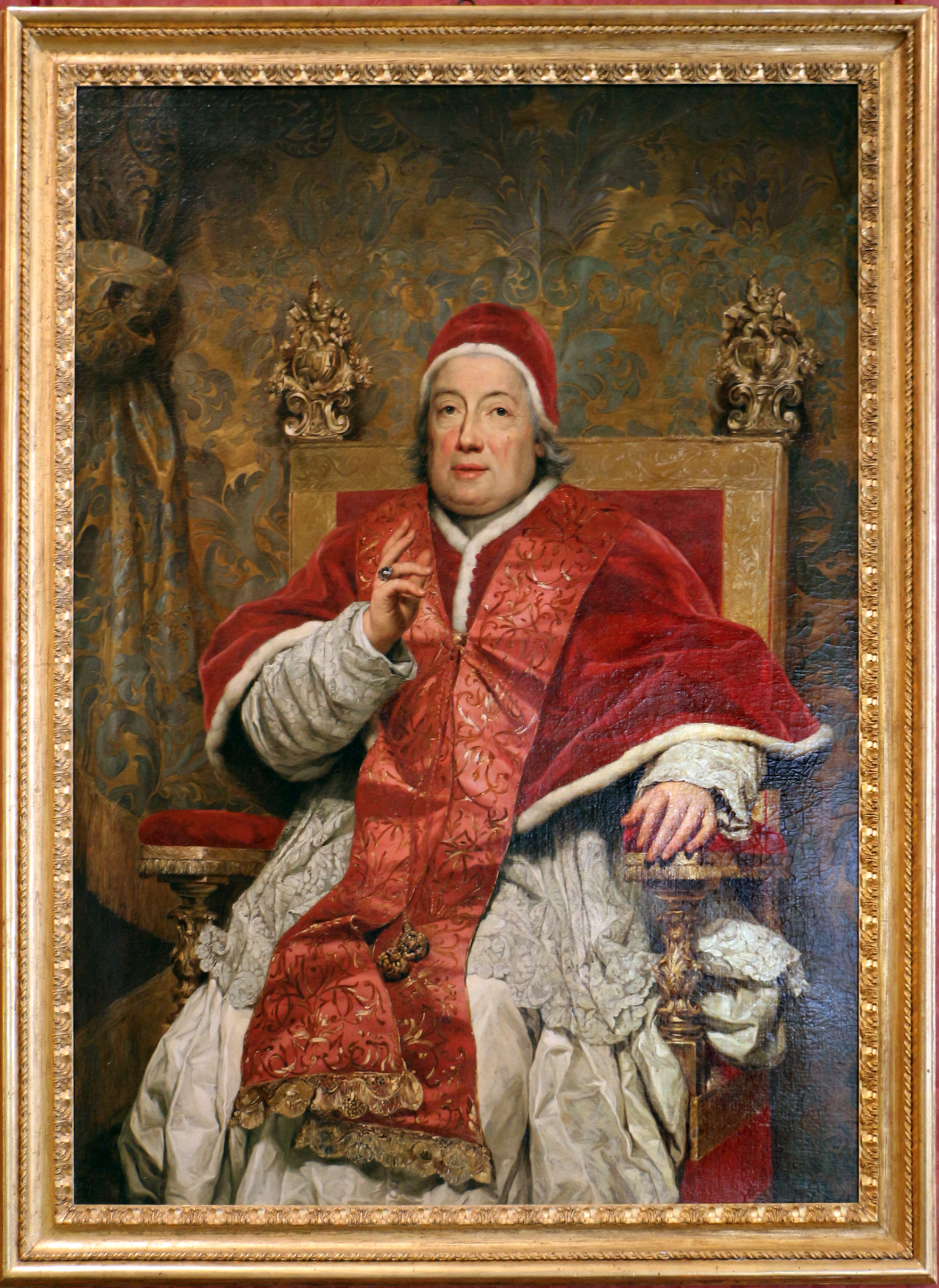
Carlo della Torre di Rezzonico (1695-1769) papa dal 1758 come Clemente XIII
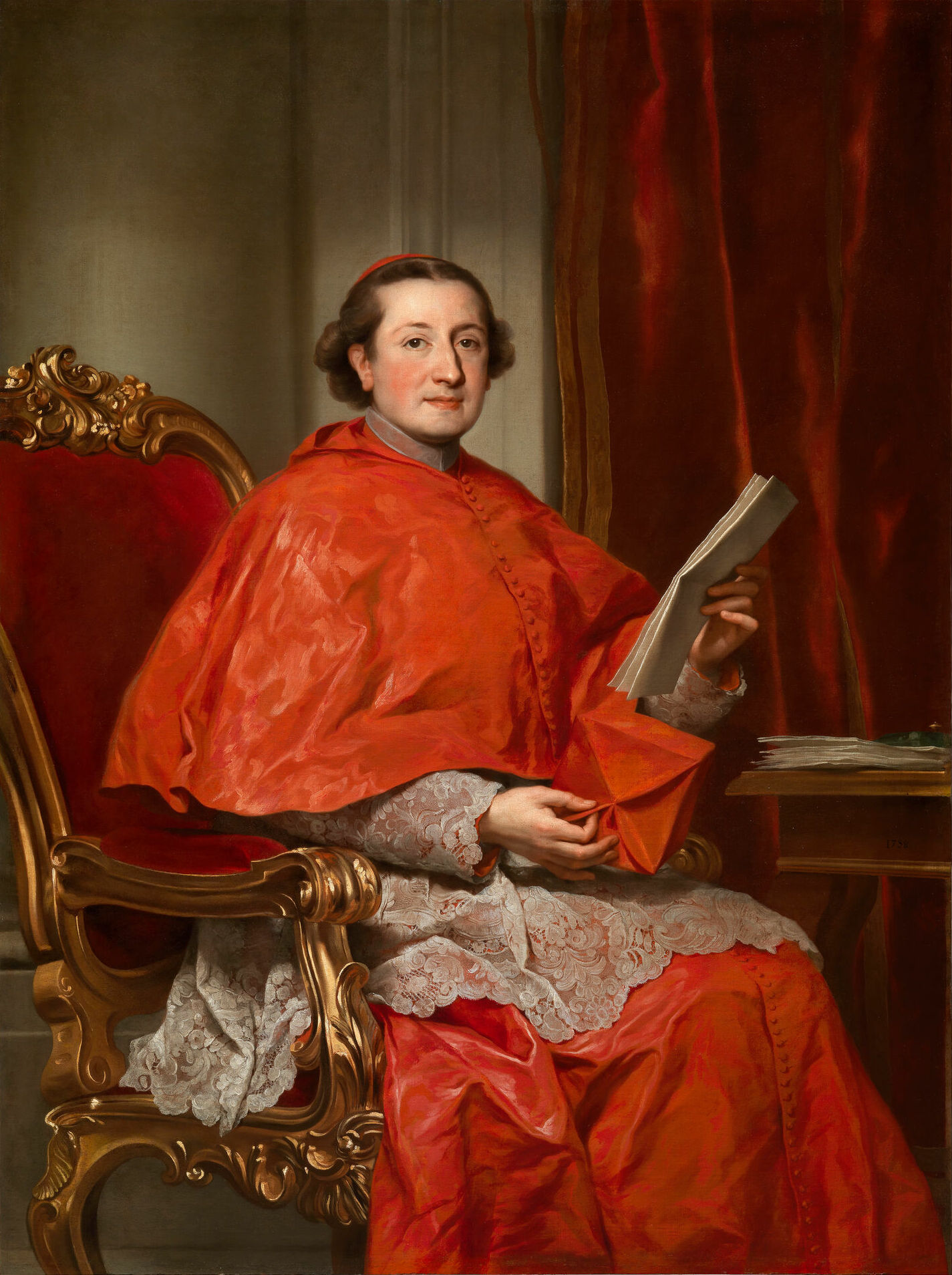
Carlo Rezzonico iuniore (1724-1799) cardinale, nipote di papa Clemente XIII
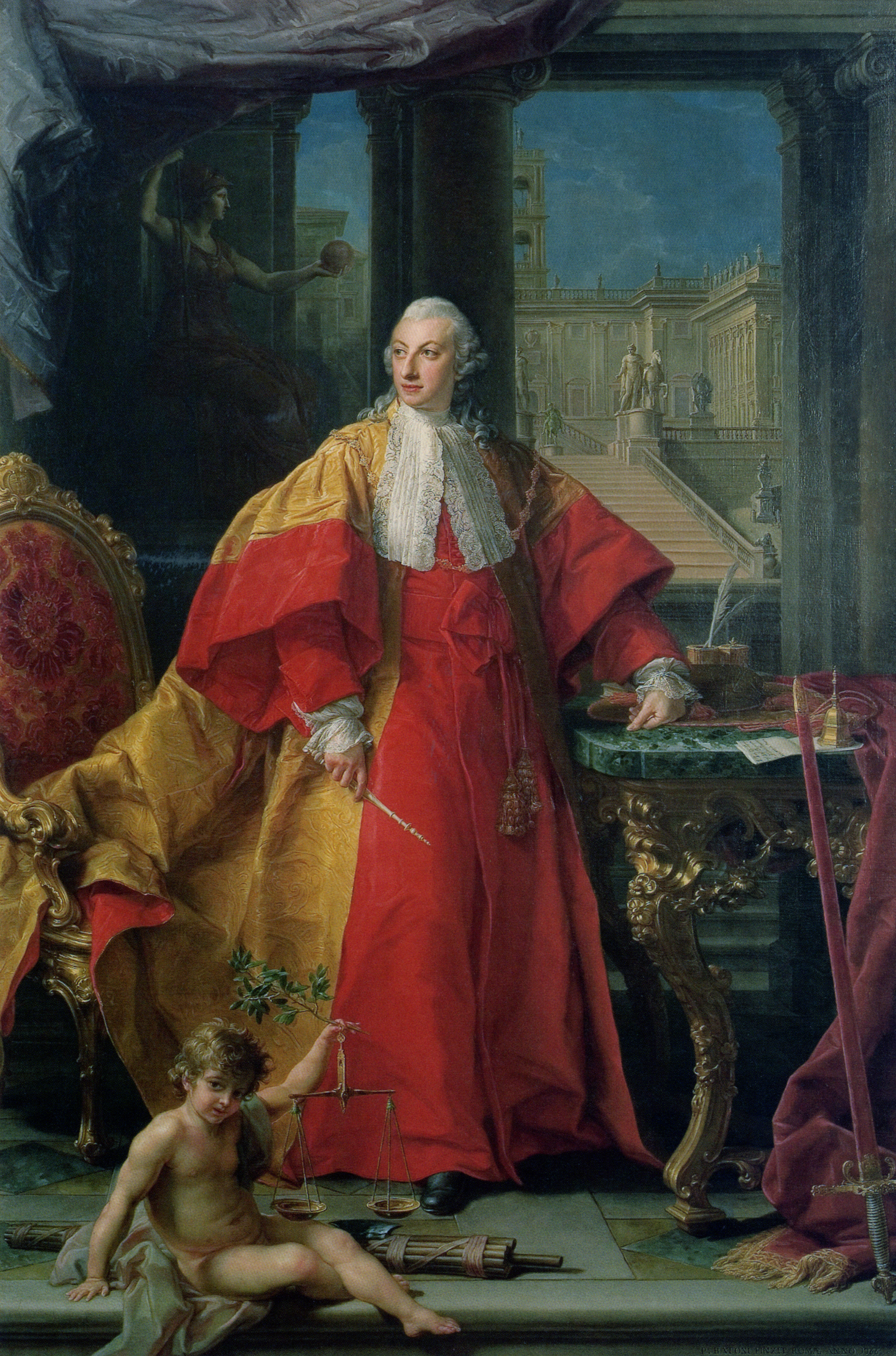
Abbondio Rezzonico (1742-1810) nobile e dignitario pontificio,

- Carlo della Torre di Rezzonico (1693–1769), papa dal 1758 come Clemente XIII;
- Carlo Rezzonico iuniore (1724–1799), cardinale e nipote del precedente.
- Giovanni Battista Rezzonico (1740–1783), cardinale e fratello del precedente.
- Abbondio (1742-1810), nobile e dignitario pontificio con la carica di Senatore di Roma.

## Palazzi

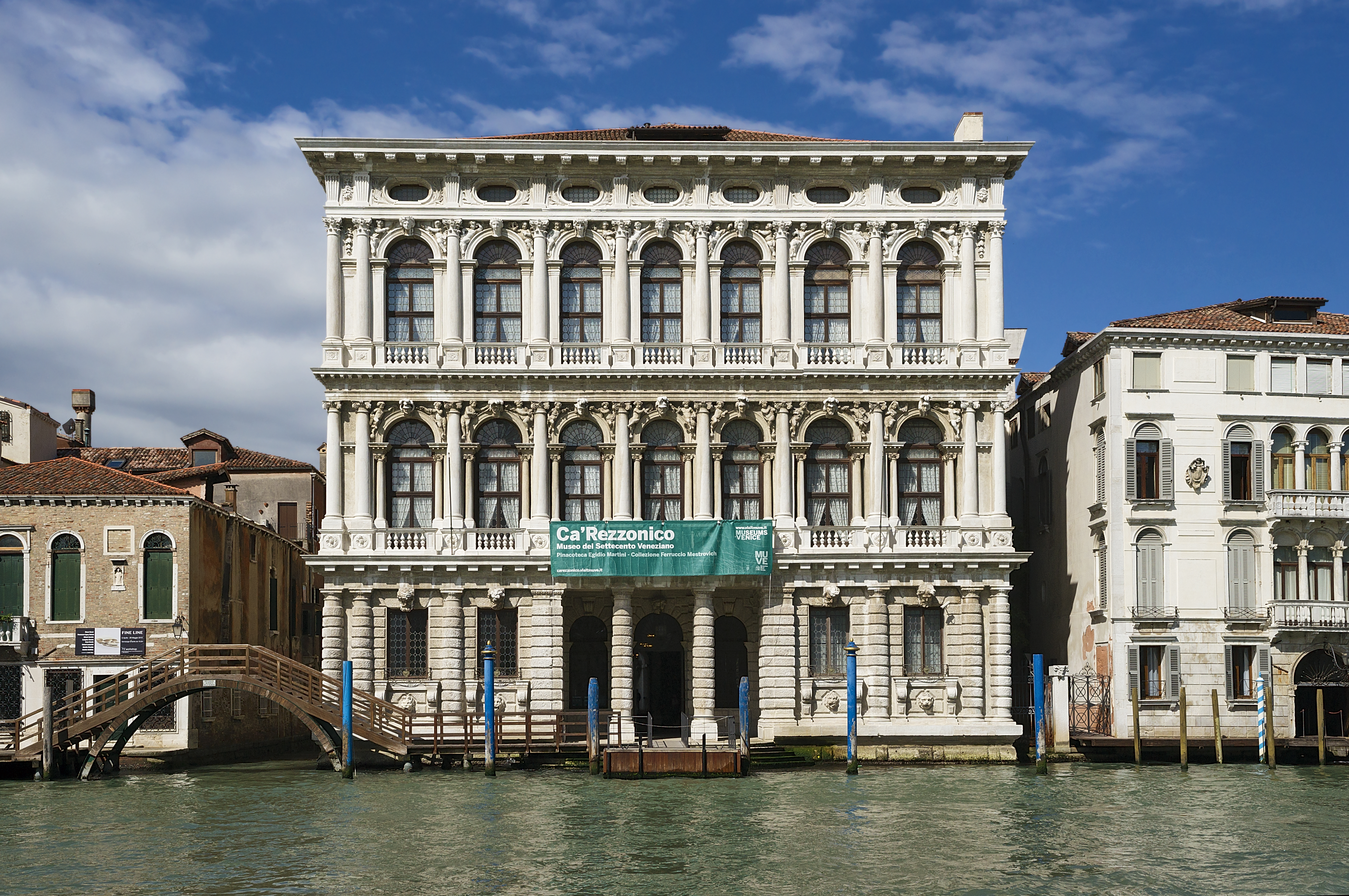
Ca' Rezzonico a Venezia
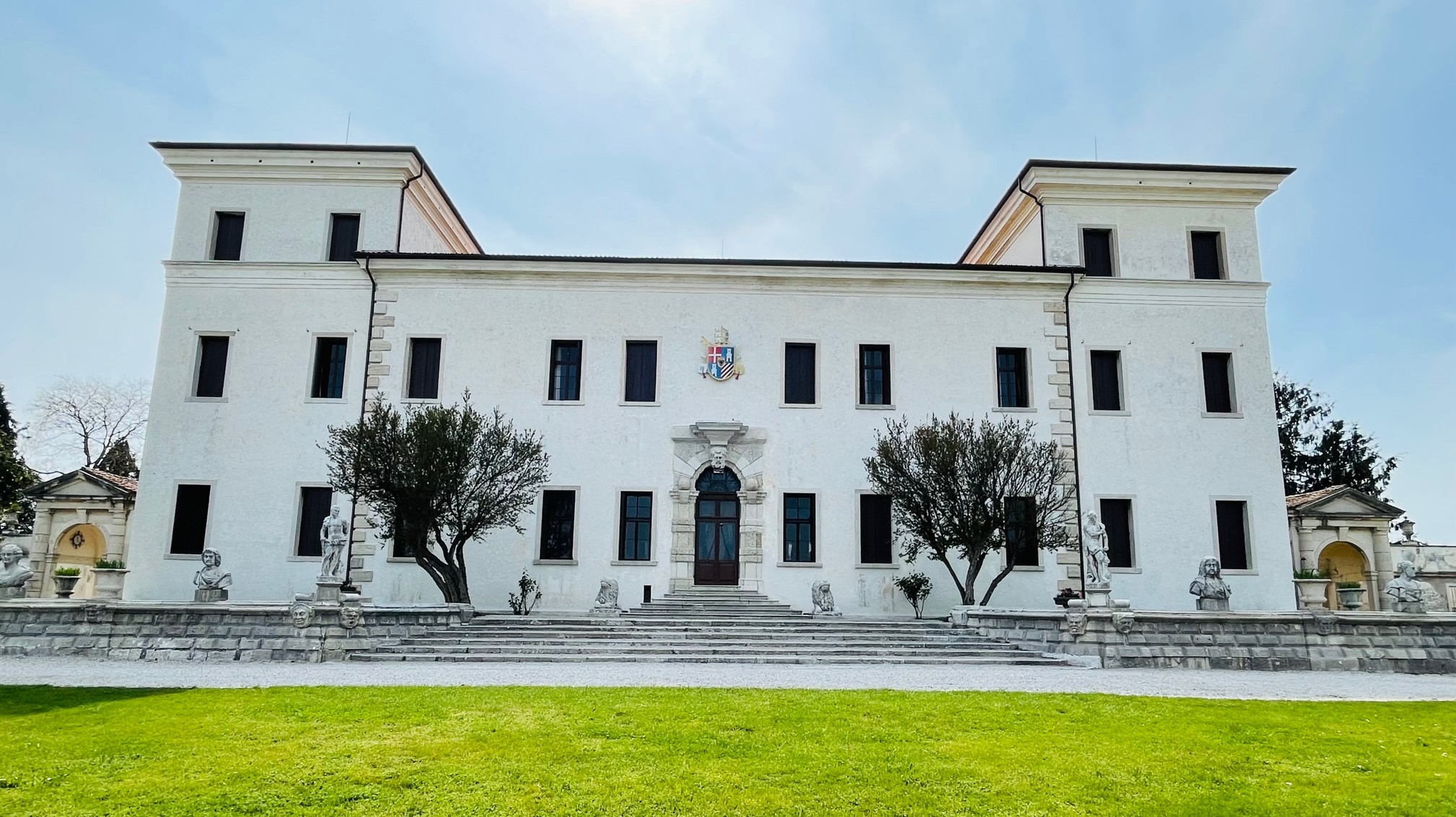
Villa Rezzonico a Bassano del Grappa
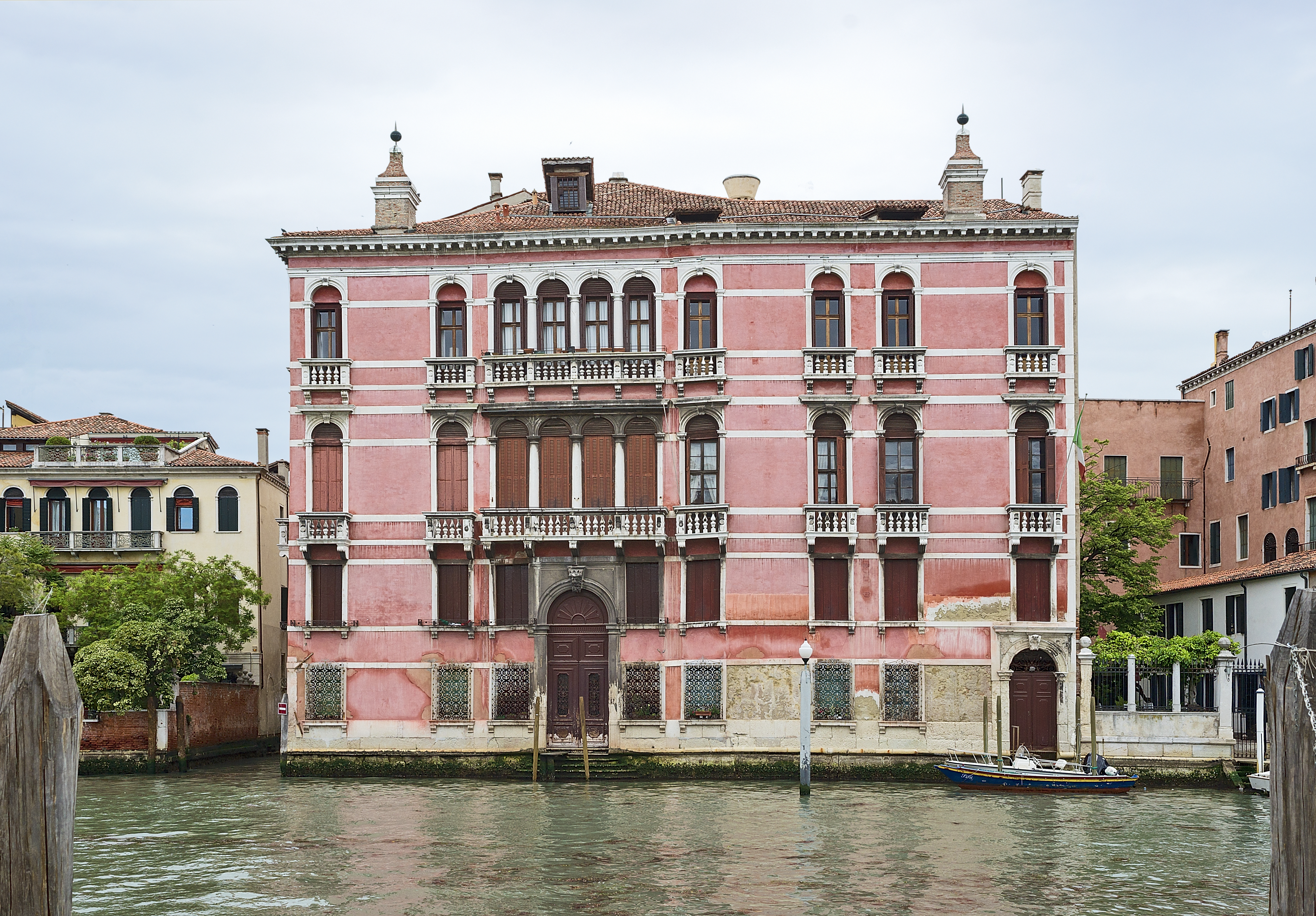
Palazzo Fontana Rezzonico a Venezia

- Ca' Rezzonico a Venezia.
- Villa Rezzonico a Bassano del Grappa
- Palazzo Fontana Rezzonico a Venezia